# تاو زينغزهي
تاو زينغزهي (18 أكتوبر 1891-25 يوليو 1946) هو معلم ومصلح صيني مشهور في عصر جمهورية الصين البرية. درس في كلية المعلمين بجامعة كولومبيا وعاد إلى الصين ليؤيد التعليم التقدمي. لم تكن مسيرته المهنية في الصين كمعلم ليبرالي تقليدًا لمسيرة جون ديوي، كما زعم البعض، ولكنها كانت مبدعة وخلّاقة. عاد إلى الصين في وقت كان فيه النفوذ الأمريكي شديدًا وواثقًا، وكان اسمه ذاته في ذلك الوقت zhixing يعني عمل المعرفة، ما يعكس العبارة الجذابة للفيلسوف الكونفوشيوسي الجديد وانج يانغمينغ التي تشير أنه بمجرد الحصول على المعرفة (zhi)، سيكون العمل (xing) سهلًا.

## سيرة ذاتية

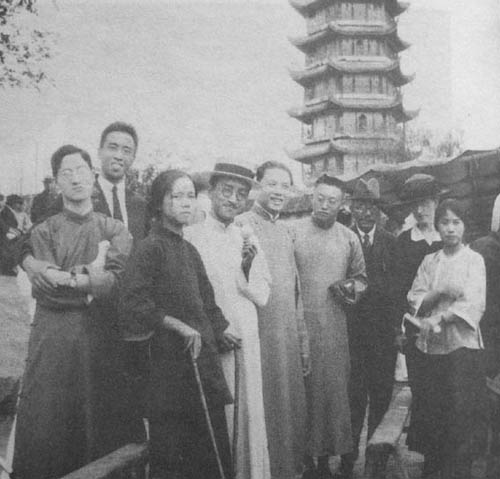
كان هسو تشيه مو، وهو شيه، ووانج تشينج وي وآخرون في هانغتشو

بعد عودته من الدراسة في الولايات المتحدة في جامعة إلينوي وجامعة كولومبيا في عام 1917، التحق تاو بمدرسة نانكينغ العليا للمعلمين ثم جامعة ساوث إيسترن الوطنية (أعيدت تسميتها فيما بعد بالجامعة الوطنية المركزية وجامعة نانكينغ)، وتحول إلى التعليم الحياتي. ثم عاد أيضًا إلى جذوره المتواضعة. كتب إلى أخته الصغرى: «في الأصل، كنت صينيًا عاديًا، لكن تدريجيًا خلال عشر سنوات من حياتي كطالب، طورت نزعة أرستقراطية أجنبية». وجد شنغهاي، عاصمة ومركز الصين الحديثة /الأجنبية، مبتذلة وهادئة ومزدحمة. ثم فجأة، «كما يكسر النهر الأصفر سدوده ...، استيقظت على حقيقة أنني خُطفت من أصلي الصيني». أخذ يرتدي ثوب المدرس التقليدي، وتحول إلى التعليم الجماهيري. ثم عكس اسمه إلى الشكل الأكثر شهرة، زينغزهي، أي معرفة الفعل، ما يعني بشكل مباشر أن الفعل/ التطبيق العملي (الصيني) سينتج المعرفة (الصينية). وشجب المثقفين الزائفين لاعتمادهم على التجربة الأجنبية التي لم يكن لديهم معرفة حقيقية بها.
في ديسمبر 1921، أسس تساي يوانبي وتاو وغيرهما من التربويين الجمعية الوطنية للنهوض بالتعليم وانتُخب تاو أمينًا عامًا. من خلال المجتمع، شجع التربويون على تشكيل نظام التعليم الحديث في الصين.
في أغسطس 1923، نظم تاو وي. سي. حيمس ين الرابطة الوطنية لحركات التعليم الجماهيري. في ذروة حملتها لمحو الأمية في عشرينيات القرن الماضي، قدر ين أن الرابطة الوطنية لحركات التعليم الجماهيري قد علمت خمسة ملايين طالب مع أكثر من 100 ألف معلم متطوع. ذهب تاو ليصبح المروج الرائد في البلاد لتعليم المعلمين الريفيين. في مارس 1927، أسس تاو كلية زياوزهوانغ للمعلمين في نانجينغ لتدريب المعلمين والتربويين، الذين أرسِلوا بعد ذلك إلى المدارس الريفية التي أنشأها تاو في المناطق الريفية بالصين. أنتجت كلية هذا المعلم عددًا من التقنيات المبتكرة مثل نموذج المعلم الصغير، والذي شجع التلاميذ على تعليم أسرهم ما تعلموه للتو في المدرسة، وتقنية كل شخص يعلم شخصًا لشبكات التدريس المنظمة. أغلِقت المدرسة في عام 1930 من قبل الحكومة القومية لأسباب سياسية.
في ثلاثينيات القرن العشرين، كتب تاو أدب الأطفال، وأنشأ جمعية تعليم الحياة، وبدأ حركة دراسة العمل. كان في الولايات المتحدة عندما اندلعت الحرب مع اليابان عام 1937، لكنه عاد إلى الصين، إذ أصبح عضوًا في مجلس الشعب السياسي. في عام 1939، انتقل إلى بيبي، خارج شونغكينغ، لتأسيس مدرسة شونغكينغ يوكاي المتوسطة (مدرسة لتغذية المواهب). تلقى تاو رواتب شهرية من فينغ يوكسيانغ وتشانغ زيزونغ، وكلاهما من مواطني الآنهوي الأصليين. ذكر زعيم إحدى خليتي الحزب الشيوعي الصيني في مدرسة تاو في وقت لاحق أن تاو وراعيه، فنغ قدموا المساعدة للعاملين بالحزب عندما كانت تلاحقتهم الشرطة السرية، وأن تاو أبدى اهتمامه بكتاب «حول الديمقراطية الجديدة» لماو تسي تونغ. كان لي بينغ أحد التلاميذ في المدرسة، الابن المتبنى لتشو إنلاي ورئيس الوزراء اللاحق للصين.